# Eurolot
Pour les articles homonymes, voir ELO.
Eurolot S.A. (anciennement EuroLOT) était une compagnie aérienne régionale polonaise, (code AITA : K2 — code OACI : ELO), fondée par LOT Polish Airlines comme filiale en 1996 pour exploiter ses lignes intérieures (largement déficitaires). Ses principaux actionnaires actuels sont le ministère des Finances avec 62,1 % des parts, et la Towarzystwo Finansowe de Silésie avec 37,9 %.
Outre ses vols propres sous le signe eurolot.com, elle effectue les vols court-courrier pour le compte de LOT, ainsi que des vols charter. Sa base base principale est l'aéroport Frédéric-Chopin de Varsovie (quand elle vole pour LOT), tandis que ses bases propres sont l'aéroport Jean-Paul-II de Cracovie et l'aéroport Lech-Wałęsa de Gdańsk. Son siège se trouve dans l'immeuble de LOT Polish Airlines à Varsovie.
Elle a transporté en 2004, 931 600 passagers, ce qui en fait la 4e progression depuis 2001 (+57,9 %) de toutes les compagnies régionales européennes, membres de l'ERA.

## Histoire
Eurolot a été fondée par LOT Polish Airlines le 17 décembre 1996 et a commencé ses opérations le 1er juillet 1997. Initialement EuroLOT opérait comme une compagnie aérienne avec son propre réseau. À cette époque, la flotte d'EuroLOT ne comprenait que des avions turbopropulseurs : 5 ATR 42-300 en propriété et 8 ATR 72-202 loués de LOT avec équipage. Entre 1998 et 2000 EuroLOT a aussi utilisé deux BAe Jetstream 31 de 18 places. La tâche première d'EuroLOT était de reconstruire le réseau domestique et régional en réduisant les coûts opérationnels. En 2000, la compagnie cessait d'être indépendante et devenait un opérateur. La même année, EuroLOT reprenait tous les ATR de LOT. En 2002, EuroLOT a commencé la modernisation de sa flotte en remplaçant les ATR 42-300 par de nouveaux ATR 42-500.
Durant la saison d'été 2011, le ministère des Finances acquérait la majorité des actions et la compagnie a commencé à exploiter les lignes régionales sous le nom eurolot.com, en plus d'opérer certains vols pour LOT. En décembre 2011, Eurolot a introduit des vols internationaux depuis Gdańsk et Varsovie vers Poprad en Slovaquie, tout en développant rapidement le marché domestique.
En 2012, Eurolot a commandé 8 Bombardier Dash 8 Q400 NextGen turboprop, destinés à remplacer l'ancienne flotte ATR.
Dans une situation financière jugée trop difficile, la compagnie cesse ses activités le 31 mars 2015.

## Flotte

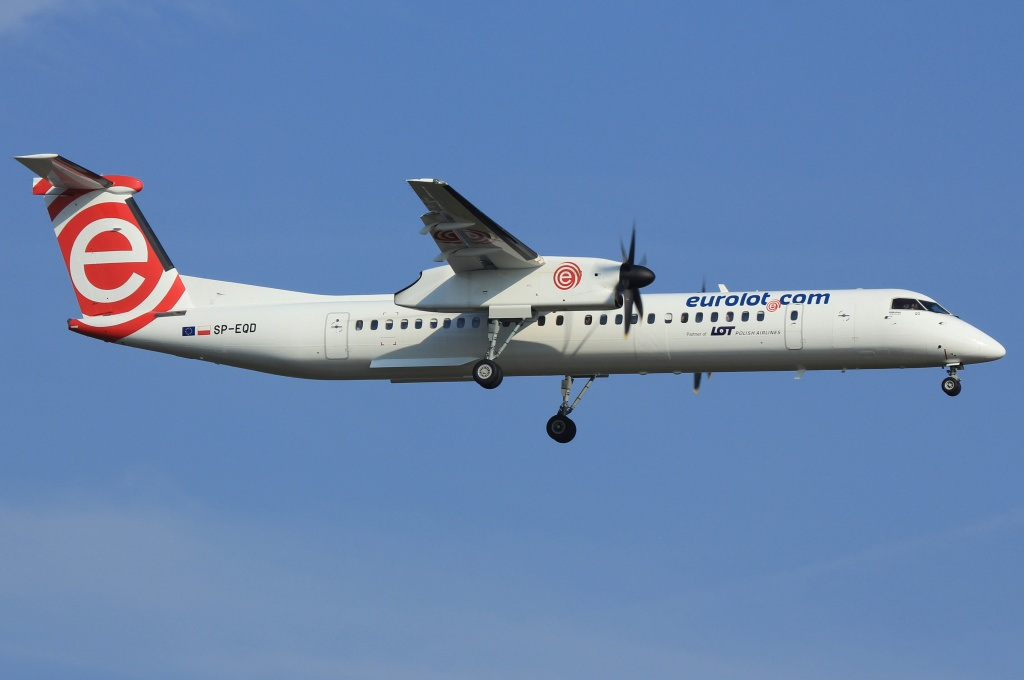
EuroLOT Dash Q400 NG

En décembre 2014, Eurolot exploite 14 appareils 
| Appareils       | Nombre | En commande | Passagers         | Passagers | Notes                                                                                  |
| --------------- | ------ | ----------- | ----------------- | --------- | -------------------------------------------------------------------------------------- |
| Appareils       | Nombre | En commande | Classe économique | Total     | Notes                                                                                  |
| Bombardier Q400 | 11     | 3           | 78                | 78        | SP-EQA, SP-EQB, SP-EQC, SP-EQD, SP-EQE, SP-EQF, SP-EQG, SP-EQH, SP-EQI, SP-EQK, SP-EQL |
| Embraer 175     | 3      | -           | 82                | 82        | SP-LIG, SP-LIH, SP-LIK (un en location de LOT, 2 opérés pour le gouvernement polonais) |
| Total           | 14     | 3           |                   |           |                                                                                        |

Historique des commandes récentes :
- Le 9 mars 2012, Eurolot passe commande de 8 Bombardier Q400 plus 12 appareils en options[4]. Le premier appareil a été livré le 17 mai 2012 [5] ;
- Le 4 septembre 2012, Eurolot convertit 6 de ses options sur des Bombardier Q400 en commandes fermes[6].

## Destinations

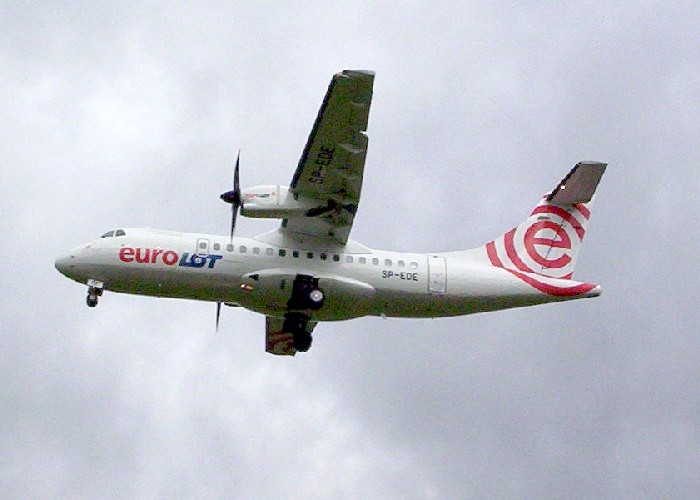
EuroLOT ATR-42

- Gdansk
- Poznań
- Varsovie
- Lublin
- Rzeszow
- Cracovie
- Wroclaw
- Bydgoszcz
- Helsinki
- Munich
- Heringsdorf
- Vienne
- Amsterdam
- Beauvais
- Paris CDG
- Bruxelles
- Zurich
- Berne
- Milan
- Rome
- Zadar
- Split
- Dubrovnik